# Real Audiencia von Panama
Die Real Audiencia von Panama (auf Spanisch vollständig: Audiencia y Cancillería Real de Panamá en Tierrafirme) war ein Gerichtshof mit Zuständigkeit für einen Gerichtsbezirk des Vizekönigreichs Peru sowie eine Institution der Kolonialverwaltung (siehe: Real Audiencia). Die Audiencia von Panamá war nach Santo Domingo und Mexico die dritte, die von den Spaniern in Amerika gegründet wurde. Ihr Zuständigkeitsbereich erstreckte sich während der meisten Zeit ihres Bestehens vom heutigen Panama bis zu den Regionen Cartagena und Popayán im heutigen Kolumbien. Im Gegensatz zu den meisten anderen Audiencias in Südamerika wurde die Real Audiencia von Panama noch während der spanischen Kolonialherrschaft aufgelöst, nämlich 1752.

## Die Rolle derReal Audienciasin den Kolonien
Im Rahmen der Kolonisierung Mittel- und Südamerika durch die Spanier erließen König Ferdinand V. und Karl V. die „Gesetze über Indien“ (spanisch: Leyes de Indias), zu denen auch die „Neuen Gesetze“ (Leyes Nuevas) von 1542 gehörten, in denen die Krone die Verwaltung den überseeischen Kolonien organisierte und regelte.
Für die Umsetzung der Gesetze und die Unterstützung der militärischen Gouverneure waren die Real Audiencias zuständig.
Sie erfüllten damit Aufgaben in der Verwaltung und im Finanzwesen, die über die eines Gerichtshofes nach heutigem Verständnis weit hinausgingen, zumal eine Gewaltenteilung unbekannt war. Neben einem Vorsitzenden und vier Richtern (spanisch: Oidores) gab es einen Staatsanwalt (spanisch: fiscal), aber auch nachgeordnete Exekutivkräfte wie einen Büttel (spanisch: alguacil mayor), Polizeikräfte, Übersetzer usw.

## Einrichtung und Geschichte der Audiencia von Panamá
Um die Eroberung Mittel- und Südamerikas administrativ und juristisch zu begleiten, errichtete die spanische Krone per königlichem Dekret von Karl V. vom 26. Februar 1538 eine Audiencia in Panama. Diese hatte zunächst die Zuständigkeit für alle spanischen Besitzungen auf dem Festland von Nicaragua an südwärts.
Die ersten Oidores, die 1539 in Panama-Stadt ankamen, hießen Francisco Pérez de Robles (als Präsident berufen), Lorenzo Pérez de la Serna und Pedro de Villalobos sowie Alonso de Montenegro (der wohl als fiscal kam). Der Isthmus von Panama bildete eine besondere Station der Handelsrouten zwischen Südamerika und Spanien. Das Gold und Silber, das in Südamerika abgebaut oder geraubt wurde, musste hier von den Schiffen, die den Pazifik befuhren, über Land zur Karibik geschleppt werden, um dann nach Europa zu gelangen.
Aufgrund von Misswirtschaft und Korruptionsvorwürfen wurde der erste Präsident bald vom Gouverneur Pedro Vásquez de Acuña abgelöst. 1543 wurde die Audiencia nach Guatemala verlegt. Unter Leitung von Pedro Ramírez de Quiñones erhob man Anklage gegen Pérez de Robles.
1563 befahl die Krone, die Audiencia wieder nach Panama in die Nähe der zentralen Handelsroute zu verlegen. Mit der Verlegung wurde Lope García de Castro betraut. Am 15. Mai 1565 konnte die Arbeit in Panama wieder aufgenommen werden.
Der Zuständigkeitsbereich war durch die mittlerweile erfolgte Gründung der Audiencias in Lima und Bogotá auf das südliche Mittelamerika und den Nordwesten des heutigen Kolumbiens beschränkt.
König Philipp III. ordnete die Audiencia von Panama im Juli 1614 dem Vizekönigreich Peru unter.
In der Neufassung der Leyes de Indias von 1680 wurden die Aufgaben und Kompetenzen aller Audiencias, so auch der von Panama beschrieben.
Mit den Verbesserungen in der Navigation und Seetüchtigkeit der Schifffahrt verlor die Route über den Isthmus immer mehr an Bedeutung; ein immer größerer Teil der Handelsschiffe wählte von Südamerika aus die Route über Kap Hoorn und Buenos Aires nach Europa. Damit verlor Panama an wirtschaftlicher Bedeutung.
Nachdem es erneut zu eklatantem Missverhalten von Mitgliedern der Audiencia gekommen war und die Bourbonen die Verwaltung des Kolonialreiches neu gestalteten, wurde das Zuständigkeitsgebiet im Jahre 1717 direkt der Audiencia von Lima unterstellt. Dies erwies sich allerdings als so unpraktisch, dass in einem erneuten Dekret vom Juli 1722 die Wiedereinrichtung befohlen wurde.
Mit der Gründung des Vizekönigreichs Neugranada 1739 kam dann das endgültige Ende. Per Dekret vom 20. Juni 1751 wurde die Audiencia aufgelöst; das von ihr verwaltete Gebiet unterlag fortan der Rechtsprechung der Audiencia von Bogotá, für die Zivil- und Militärverwaltung errichtete das Vizekönigreich eine Kommandantur (Comandancia General de Tierra Firme).